# Rozhledna Na Chlumu (Slatiňany)
Rozhledna Na Chlumu, nazývaná také vyhlídková věž Na Chlumu či Auersperská vyhlídka, je malá zastřešená rozhledna, vyhlídka a odpočinkové místo postavené z kamene a dřeva. Nachází v krajinné památkové zóně ve městě Slatiňany v okrese Chrudim  v Pardubickém kraji.

## Historie
V polovině 19. století ji nechal postavit kníže Vincenz Karel z Auerspergu a to původně jako protipožární věž pro potřeby ochrany místní obory. Rozhledna (protipožární věž) je zachycena na plánu obory z roku 1863. Po druhé světové válce, kdy byla obora zrušena, se o věž nikdo nestaral. Po zničení vrchní dřevěné nástavby, se rozhledna proměnila v ruiny. První pokusy o opravu rozhledny se objevily už v 90. letech 20. století, kdy stavbu chtěli obnovit místní skauti, poté sdružení Altus z Chrudimi, a také se o opravu snažil Mikroregion Chrudimsko. Majiteli stavby se nakonec staly Lesy ČR. Obnovená rozhledna byla v prosinci 2013 otevřena pro veřejnost. Spodní část stavby je kamenná a kruhového půdorysu a vnitřním schodištěm s 18 schody. Horní část je dřevěná polygonální stavba krytého věžního ochozu na jejímž vrcholu je umístěný kříž. Vyhlídková plošina je ve výšce cca 3 m a výhled je omezen stromy.

## Další informace
Rozhledna je celoročně volně přístupná a vstup je zdarma. K rozhledně vedou turistické stezky.
V blízkosti se nachází zámek Slatiňany.